# 매시 대학교
매시 대학교(Massey University, 마오리어: Te Kunenga Ki Purehuroa)은 뉴질랜드 북섬 파머스턴 노스에 위치한 대학으로 뉴질랜드 최대의 학생 수가 있으며, 북섬 최대의 농업학교이다. 파머스턴 노스 외, 웰링턴, 오클랜드에도 캠퍼스가 있다.

## 역사
1926년 〈뉴질랜드 농업학교법 1926〉이 제정되었다. 뉴질랜드 대학 여섯 번째로 고등교육 기관을 토리티아 지역에 설치한다. 오클랜드 대학교와  웰링턴 빅토리아 대학교의 농학부로 개교하였다. 1927년 매시 농업대학으로 개칭했다.
매시라는 이름은 1925년 사망한 매시 대학교의 건학을 맞이했던 전 뉴질랜드 총리 윌리엄 매시(William Fergusson Massey)의 이름을 따서 명명된 것이다. 그는 토지개혁에 열정적인 노력을 바쳤다. 1960년 빅토리아 대학 원격 교육 부서를 파머스턴 노스에 설치한다.
1961년에 뉴질랜드 대학이 해체되고, 빅토리아 대학 웰링턴 부속 대학으로 매시 컬리지(Massey College)로 개칭되어 공학부를 설치했다. 1962년 수의대를 설치하고, 1963년 〈매시 대학교법 1963〉이 제정되어 “매시대학 컬리지 오브 마나와투”(Massey University College of Manawatu)로 개칭하였다. 1965년 이학부, 인문학부, 사회학부를 설치하였다. 현재의 이름이 된 것은 1966년으로 이때 《매시대학교》로 개칭되었다.
1968년에는 인문학부와 사회학과가 통합하여, 인문사회학부로 재편하였다. 1969년 대학원을 설치하게 된다. 1971년 경영학부를 설치한다. 1990년 항공학교를 설치한다. 1993년 오클랜드 북부 노스쇼어 시의 개발에 따라 오클랜드 캠프스를 설립한다. 1994년 정보 수리과학부를 설치한다. 1996년 파머 교육대학을 합병하여 교육 학부로 재편했다. 1999년 웰링턴 폴리테크닉을 합병하여 예술학부로 재편하여, 웰링턴 캠프스를 설립한다.

## 특징
학생 수는 약 41,000명으로 해외 120여 개국에서 5000명 이상의 학생이 재학하고 있다. 뉴질랜드 최대의 대학이며, 뉴질랜드 국내외에 재학 중인 약 20,000명의 학생이 대학의 원격 교육 을 받는 학생이다. 대학의 원격 교육 프로그램은 과거 35년간 25만명이 수료를 했다. 지금은 대학원 석사 과정까지 150개 전공으로 3000과목 이상 강의를 인터넷으로 전송하여, 통신 기술을 활용하여 학생 교육을 지원하고 있다.
뉴질랜드 고등 교육 기관으로는 유일하게 항공학교를 보유하고 있다. 수의학과에서는 뉴질랜드의 수의사 자격 외에 호주, 미국, 캐나다, 영국 각국의 수의사 자격을 취득할 수 있으므로 수의학을 전공하는 학생들이 전 세계에서 모인다.

## 조직
- 상경대학(College of Business)
  - School of Accountancy
  - School Aviation
  - Graduate School of Business
  - Department of Commerce
  - Department of Communication and Journalism
  - Department of Economics and Finance
  - Department of Human Resource Management
  - Department of Management
  - Department of Management and International Business
  - Department of Management and Enterprise Development
  - Department of Marketing

- 예술대학(College of Creative Arts)
  - School of Design
  - School of Fine Arts
  - School of Visual and Material Culture
  - New Zealand School of Music

- 교육대학(College of Education)
  - School of Teacher Education and Undergraduate Studies
  - Graduate School of Education
  - School of Arts,Development and Health Education
  - School of Curriculum and Pedagogy
  - School of Education at Albany
  - School of Educational Studies
  - Te Uru Maraurau - Maori and Multicuktural Education
  - Centre for Educational Development (CED)
  - Massey University Administration by Computer (MUSAC)
  - New Zealand Principal and Leadership Centre (NZPLC)

- 인문사회과학대학(College of Humanities and Social Siences)
  - School of English and Media Studies
  - School of Health Sciences
  - School of History,Philosophy and Classics
  - School of Language Studies
  - School of Maori Studies
  - School of People,Environment and Planning
  - School of Psychology
  - School of Social and Cultural Studies
  - School of Sociology, Social Policy and Social Work
  - Centre for Defence Studies

- 과학대학(College of Sciences)
  - Institute of Food, Nutrition and Human Health (IFNHH)
  - Institute of Fundamental Sciences (IFS)
  - Institute of Information and Mathematical Sciences
  - Institute of Information Sciences and Technology
  - Institute of Molecular BioSciences
  - Institute of Natural Resources (INR)
  - Institute of Technology and Engineering
  - Institute of Veterinary, Animal and Biomedical Sciences (IVABS)